# Stiebarlimbach
Stiebarlimbach ist ein Gemeindeteil der Gemeinde Hallerndorf im Landkreis Forchheim (Oberfranken, Bayern).

## Geografie
Das in der naturräumlichen Landschaftseiheit des Bamberger Rhät-Lias-Hügellandes gelegene Dorf befindet sich etwa zweieinhalb Kilometer westsüdwestlich des Ortszentrums von Hallerndorf auf einer Höhe von 285 m ü. NHN.

## Geschichte
Der Name des Ortes geht auf die Adelsfamilie von Stiebar zurück, der ein nicht mehr existierendes Schloss im Dorf gehörte. Bis zum Beginn des 19. Jahrhunderts unterstand Stiebarlimbach der Landeshoheit des Hochstifts Bamberg. Die Dorf- und Gemeindeherrschaft nahm das  Kloster Ebrach wahr, ein Mediat des Hochstiftes. Die Hochgerichtsbarkeit übte das bambergische Amt Bechhofen in Zentbechhofen als Centamt aus.
Als das Hochstift Bamberg infolge des Reichsdeputationshauptschlusses 1802/03 säkularisiert und unter Bruch der Reichsverfassung vom Kurfürstentum Pfalz-Baiern annektiert wurde, wurde Stiebarlimbach ein Bestandteil der bei der „napoleonischen Flurbereinigung“ in Besitz genommenen neubayerischen Gebiete.
Durch die Verwaltungsreformen zu Beginn des 19. Jahrhunderts im Königreich Bayern wurde Stiebarlimbach mit dem Zweiten Gemeindeedikt 1818 ein Teil der Ruralgemeinde Schnaid. Im Zuge der Gebietsreform in Bayern wurde Stiebarlimbach zusammen mit Schnaid zu Beginn des Jahres 1974 in die Gemeinde Hallerndorf eingegliedert. Im Jahr 1987 hatte Stiebarlimbach 67 Einwohner.

## Verkehr
Die von Willersdorf kommende Kreisstraße FO 10 führt am süd- und nordwestlichen Ortsrand des Dorfes vorbei und führt weiter nach Schnaid. Von dieser zweigt in Richtung Greuth die FO 19 ab, die nach dem Überqueren der Landkreisgrenze zur Kreisstraße ERH 17 wird. Der ÖPNV bedient das Dorf an einer Haltestelle der Buslinie 265 des VGN. Der nächstgelegene Bahnhof an der Bahnstrecke Nürnberg–Bamberg befindet sich im Eggolsheimer Ortsteil Neuses.

## Baudenkmäler

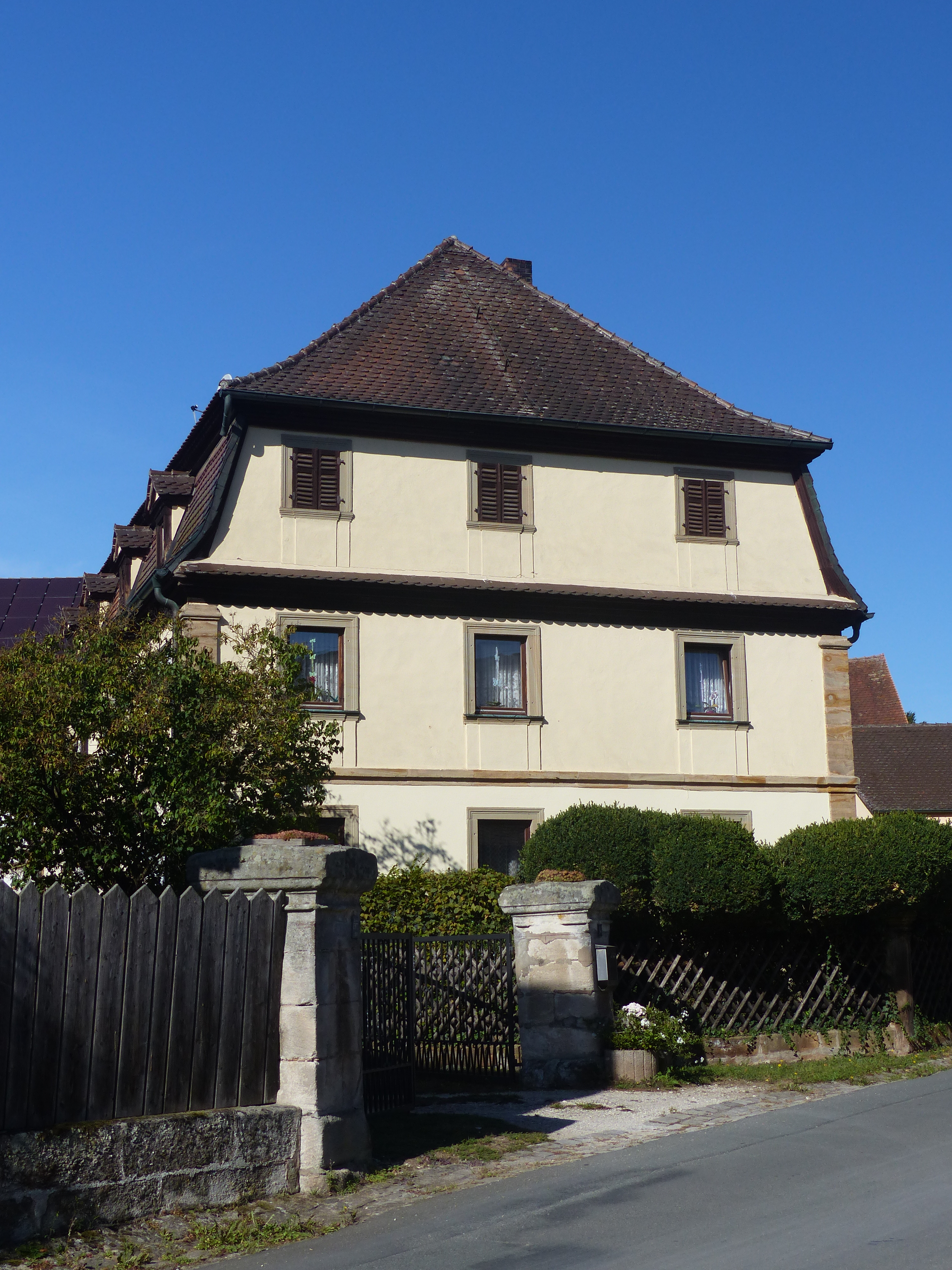
Denkmalgeschütztes Bauernhaus

In und um Stiebarlimbach gibt es sechs denkmalgeschützte Objekte, darunter ein Bauernhof und ein Ziehbrunnen.